# GoldenLine
GoldenLine – polski serwis rekrutacyjny, oferujący usługi z zakresu rekrutacji i employer branding istniejący w latach 2005–2024. Co miesiąc serwis odwiedzało ponad 2 mln użytkowników. GoldenLine dostarczał kandydatom oferty pracy, informacje o ocenach pracodawców oraz umożliwiał założenie profilu zawodowego. Pracodawcom oferował rozbudowane usługi rekrutacyjne, zarówno możliwość zamieszczenia ogłoszenia o pracę, dostęp do Wyszukiwarki Kandydatów jak i możliwość skorzystania z usługi rekrutacyjnej Jobile. GoldenLine wspierał firmy w obszarze employer branding poprzez możliwość założenia Profilu Pracodawcy jak i wyspecjalizowaną Agencję EB, która świadczy doradztwo i szkolenia z zakresu employer branding oraz kampanie marketingu rekrutacyjnego.
Założony latem 2005 przez Mariusza Gralewskiego, w maju 2009 roku portal ten miał pół miliona profilów użytkowników. Według jego założyciela serwis był wzorowany na serwisie społecznościowym LinkedIn oraz serwisach internetowych pracuj.pl i jobpilot.pl. W sierpniu 2017 roku liczba zarejestrowanych użytkowników przekroczyła 2,5 mln. 
W grudniu 2011 roku za kwotę 11,5 miliona złotych 36% udziałów w spółce zakupiło wydawnictwo AGORA SA. Od stycznia 2016 roku Agora posiada 89% udziałów w spółce, a na początku stycznia 2024 roku posiadała 100% udziałów. W kwietniu 2024 roku spółka zarządzająca serwisem została postawiona w stan likwidacji, a w październiku 2024 roku spółka Agora SA poinformowała o zakończeniu działalności serwisu z dniem 30 listopada 2024 roku. Po zakończeniu działalności adres URL serwisu przekierowuje na główną stronę internetową „Gazety Wyborczej” funkcjonującą pod nazwą Wyborcza.pl. 
Według rankingu firmy Alexa Internet portal GoldenLine plasuje się na 974. miejscu pod względem popularności wśród polskich użytkowników Internetu (dane z 23 kwietnia 2020).